# Royse City (Texas)
Royse City es una ciudad ubicada en el condado de Rockwall en el estado estadounidense de Texas. En el Censo de 2010 tenía una población de 9349 habitantes y una densidad poblacional de 238,62 personas por km².

## Geografía
Royse City se encuentra ubicada en las coordenadas 32°58′36″N 96°19′19″O / 32.97667, -96.32194. Según la Oficina del Censo de los Estados Unidos, Royse City tiene una superficie total de 39.18 km², de la cual 38.89 km² corresponden a tierra firme y (0.75%) 0.29 km² es agua.

## Demografía
Según el censo de 2010, había 9349 personas residiendo en Royse City. La densidad de población era de 238,62 hab./km². De los 9349 habitantes, Royse City estaba compuesto por el 80.96% blancos, el 8.34% eran afroamericanos, el 0.76% eran amerindios, el 1.12% eran asiáticos, el 0.11% eran isleños del Pacífico, el 6.21% eran de otras razas y el 2.49% pertenecían a dos o más razas. Del total de la población el 18.75% eran hispanos o latinos de cualquier raza.